# Championnat d'Écosse féminin de football 2019
 (mai 2025).
Si vous disposez d'ouvrages ou d'articles de référence ou si vous connaissez des sites web de qualité traitant du thème abordé ici, merci de compléter l'article en donnant les références utiles à sa vérifiabilité et en les liant à la section « Notes et références ».
Navigation
Édition précédente Édition suivante
La saison 2019 du Championnat d'Écosse féminin de football (Scottish Women's Premier League) est la dix-huitième saison du championnat. Le Glasgow City Ladies Football Club fort de ses douze titres consécutifs remet sa couronne en jeu. La compétition débute le 10 février 2019 pour se terminer le 17 novembre 2019.
Le Glasgow City Football Club remporte un treizième titre consécutif avec onze point d'avance sur son dauphin le Hibernian Ladies Football Club et sur le troisième le Celtic Football Club Women qui s'affirme de plus en plus pour un prétendant au titre.
Stirling University and Falkirk Ladies Football Club, derniers avec deux tout petits points, descend en deuxième division après cinq saisons passées dans l'élite.

## Participants
| \| Glasgow : · Glasgow City · Celtic · Rangers · Edimbourg : · Hibernian · Spartans Édimbourg Forfar Glasgow Stirling Motherwell \| Localisation des clubs engagés dans le championnat. |
| Glasgow : · Glasgow City · Celtic · Rangers · Edimbourg : · Hibernian · Spartans Édimbourg Forfar Glasgow Stirling Motherwell                                                           |

Ce tableau présente les huit équipes qualifiées pour disputer le championnat 2019.
| Nom du club                                          | Entraîneur          | Date de création | Dernière montée | Stade                   | Capacité |
| ---------------------------------------------------- | ------------------- | ---------------- | --------------- | ----------------------- | -------- |
| Celtic Football Club Women                           | David Haley         | 2007             |                 | K-Park Training Academy | -        |
| Forfar Farmington Football Club                      |                     | 1984             | 2018            | Station Park            | 6 777    |
| Glasgow City Football Club                           | Eddie Wolecki-Black | 1998             |                 | Petershill Park         | -        |
| Hibernian Ladies Football Club                       | Willie Kirk         | 1999             |                 | Albyn Park              | -        |
| Motherwell Ladies Football Club                      |                     | 2014             | 2019            | Fir Park                | 13 677   |
| Rangers Women's Football Club                        | Angie Hind          | 2008             |                 | Petershill Park         |          |
| Spartans Football Club Women's and Girl's            | Debbi McCulloch     | 1985             | 2004            | Spartans Academy        | 3 000    |
| Stirling University and Falkirk Ladies Football Club | Tommy Craig         | 2014             | 2015            | Gannochy Sports Centre  | 1 000    |

## Compétition
Chaque club dispute trois rencontres contre chacun de ses adversaires. La première partie de la saison consiste en un championnat aller-retour. Le choix du terrain pour le troisième match est tiré au sort.

### Classement
| Rang | Équipe                      | Pts | J  | G  | N | P  | Bp  | Bc | Diff |
| ---- | --------------------------- | --- | -- | -- | - | -- | --- | -- | ---- |
| 1    | Glasgow City T C            | 60  | 21 | 20 | 0 | 1  | 104 | 11 | +93  |
| 2    | Hibernian Ladies L          | 49  | 21 | 16 | 1 | 4  | 83  | 15 | +68  |
| 3    | Celtic Women                | 49  | 21 | 16 | 1 | 4  | 64  | 19 | +45  |
| 4    | Rangers WFC                 | 34  | 21 | 11 | 1 | 9  | 35  | 57 | -22  |
| 5    | Spartans WFC                | 22  | 21 | 6  | 4 | 11 | 25  | 42 | -17  |
| 6    | Motherwell LFC P            | 19  | 21 | 5  | 4 | 12 | 24  | 67 | -43  |
| 7    | Forfar Farmington           | 9   | 21 | 2  | 3 | 16 | 15  | 78 | -63  |
| 8    | Stirling University Falkirk | 2   | 21 | 0  | 2 | 19 | 14  | 75 | -61  |

| Légende : Qualifications et relégations | Légende : Qualifications et relégations                                                                          |
| --------------------------------------- | --- |
|                                         | Ligue des champions féminine de l'UEFA 2020-2021                                                                 |
|                                         | T : Tenant du titre P : Promu C : Vainqueur de la Coupe d'Écosse 2019 L : Vainqueur de la Coupe de la Ligue 2019 |

### Résultats
| Résultats (▼dom., ►ext.)                                   | CEL | FOR  | GLW  | HIB | MOT | RAN | SPA | STI |
| Celtic Women                                               |     | 4-0  | 1-2  | 3-0 | 0-0 | 3-1 | 2-0 | 2-0 |
| Forfar Farmington                                          | 3-4 |      | 0-7  | 0-8 | 3-2 | 2-3 | 0-2 | 0-0 |
| Glasgow City                                               | 1-0 | 10-1 |      | 2-1 | 8-0 | 8-0 | 7-1 | 5-1 |
| Hibernian Ladies                                           | 2-1 | 13-0 | 0-1  |     | 7-1 | 4-0 | 2-1 | 3-0 |
| Motherwell LFC                                             | 1-2 | 2-0  | 0-10 | 0-4 |     | 3-3 | 0-0 | 2-1 |
| Rangers WFC                                                | 1-4 | 2-1  | 0-4  | 0-6 | 4-3 |     | 2-1 | 4-1 |
| Spartans FCWG                                              | 1-5 | 1-0  | 0-5  | 0-4 | 3-1 | 0-1 |     | 4-0 |
| Stirling University Falkirk                                | 0-4 | 1-1  | 0-3  | 0-4 | 1-4 | 1-4 | 0-3 |     |
| - Victoire à domicile - Match nul - Victoire à l'extérieur |     |      |      |     |     |     |     |     |

| Résultats (▼dom., ►ext.)                                   | CEL | FOR  | GLW | HIB | MOT | RAN | SPA | STI |
| Celtic Women                                               |     | 7-0  | 4-1 |     | 5-0 |     |     |     |
| Forfar Farmington                                          |     |      | 0-5 | 1-4 | 0-1 |     | 0-0 |     |
| Glasgow City                                               |     |      |     |     | 9-0 |     | 3-0 | 8-1 |
| Hibernian Ladies                                           | 3-0 | 13-0 | 1-3 |     |     | 8-0 |     | 7-2 |
| Motherwell LFC                                             |     |      |     | 0-2 |     | 1-3 |     | 2-1 |
| Rangers WFC                                                | 0-3 | 2-1  | 0-4 |     |     |     |     |     |
| Spartans FCWG                                              | .   |      |     | 0-4 | 2-2 | 0-1 |     |     |
| Stirling University Falkirk                                | 2-3 | 0-2  |     |     |     |     | 2-5 |     |
| - Victoire à domicile - Match nul - Victoire à l'extérieur |     |      |     |     |     |     |     |     |

## Bilan de la saison
| Championnat d'Écosse de football 2019            |                                         |
| Champion                                         | Glasgow City Football Club (14e titre)  |
| Dauphin                                          | Hibernian Ladies Football Club          |
| Coupes et trophées                               |                                         |
| Vainqueur de la Coupe d'Écosse 2019              | Glasgow City Football Club              |
| Qualifications continentales                     |                                         |
| Ligue des champions féminine de l'UEFA 2020-2021 | Glasgow City Football Club              |
| Promotions et relégations                        |                                         |
| Promus en Championnat d'Écosse de football       | Heart of Midlothian Women Football Club |
| Relégués en Championnat d'Écosse de football     | Stirling University Falkirk             |